# Velefique
Velefique er en by og kommune i det sydøstlige Spanien i provinsen Almería. Den har et indbyggertal på 246 (2024) indbyggere.